# رئوس مطالب مهندسی شیمی
مهندسی شیمی عبارت است از علم تبدیل مواد خام به مواد مفید دیگر.این علم با علوم پایه ای همچون ریاضیات،فیزیک و شیمی ارتباط تنگاتنگی دارد.همچنین علومی چونزیست‌شیمی،میکروبیولوژی،زیست‌شناسی و علم اقتصاد به طور غیر مستقیم در ارتباط است.

## علوم بنیادی در مهدسی شیمی
- شیمی
- علوم مهندسی
- فیزیک
- علم مواد

## شاخه های مهندسی شیمی
- مهندسی پزشکی
- زیست‌فناوری
- سرامیک
- مدل‌سازی فرایندهای شیمیایی
- رآکتور شیمیایی
- طراحی تقطیر
- الکتروشیمی
- دینامیک سیالات
- انتقال حرارت
- انتقال جرم
- مهندسی و علم مواد
- فناوری نانو
- محیط زیست
- مهندسی پلیمر
- جداسازی
- تقطیر
- نیمه‌رسانا
- ترمودینامیک
- پدیده‌های انتقال
- عملیات واحد
- عملیات واحد در مهندسی شیمی
- HSE

## تاریخچه مهندسی شیمی
- تاریخچه مهندسی شیمی